# Max-Born-Berufskolleg
Das Max-Born-Berufskolleg (ehem. Berufskolleg Kemnastraße) ist ein Berufskolleg in Recklinghausen. Benannt ist es nach dem deutschen Physiker und Nobelpreisträger Max Born.

## Überblick
Die Schule hat ein breit gefächertes Bildungsangebot. Neben der Berufsschule gibt es Vollzeitbildungsgänge, wie z. B. Abitur oder Fachabitur. Insgesamt werden Bildungsgänge in den Bereichen Bautechnik, Vermessungstechnik, Elektrotechnik, Kältetechnik, Gestaltung, Versorgungstechnik, Maschinenbautechnik, Medizintechnik mit Orthopädietechnik und Hörakustik sowie Uhrmacherei angeboten. Seit 2010 weist das Max-Born-Berufskolleg jährlich über 3000 Schülerinnen und Schüler auf und ist damit die größte Bildungseinrichtung in Recklinghausen.

## Geschichte
Das Berufskolleg blickt auf eine ca. 140-jährige Geschichte zurück. Aus der Gewerblich-Technischen Berufsschule wurde 1978 die Kollegschule Kemnastraße, welche wiederum von 1998 bis 2006 Berufskolleg Kemnastraße hieß. Seit dem 1. August 2006 trägt die Schule, aufgrund eines Umzuges, den Namen Max-Born-Berufskolleg. Der Physiker und Nobelpreisträger Max Born besuchte Recklinghausen aufgrund seiner Freundschaft mit der Unternehmerfamilie Still die Stadt viele Male und lehrte dort Bergbauingenieure Mathematik und Physik. Im Jahre 2006 nahm eine Gruppe aus Schülern und Lehrern an einem Wettbewerb der NASA teil, bei dem es darum ging, einen Weltraumaufzug zu entwickeln.
Seit dem 4. Juni 2007 wird das Berufskolleg von der Max und Gustav Born Stiftung unterstützt. Die Stiftung wurde mit Unterstützung des Sohnes von Max Born, Gustav Born, gegründet. Seit dem 26. August 2009 ist das Max-Born-Berufskolleg eine Europaschule. Im Dezember 2014 wurde das Berufskolleg rezertifiziert.
Seit 2010 hat das Berufskolleg eine offizielle TV-Lehrredaktion eingerichtet, gefördert mit Mitteln der Landesanstalt für Medien NRW. Hier haben die Schüler die Möglichkeit, eigene Fernsehbeiträge zu produzieren und diese landesweit über den TV-Lernsender nrwision auszustrahlen.
Seit 2017 verfügt das Berufskolleg über ein 3D-Druckzentrum. Seit dem 1. Februar 2018 ist Oberstudiendirektorin Simone Holl die Leiterin des Max-Born-Berufskollegs. Sie folgte Dr. Lorenz Schultes-Bannert nach, der von 2000 bis 2018 das Max-Born-Berufskolleg leitete.

## Gebäude

### Altbau
Das alte Gebäudeensemble an der Kemnastraße war zuletzt schwer von Bergschäden gezeichnet. Der älteste Teil der Schule war ein über 100 Jahre altes Gebäude. Als im Laufe der Jahre die Schülerzahl deutlich stieg, wurde es durch einen Anbau ergänzt und zudem das Gebäude einer ehemaligen Bergberufsschule genutzt. Zusätzlich wurden auf den Schulhof Wohncontainer aufgestellt, um dem akuten Raummangel zu entgehen.
Da die Sporthalle ebenfalls den Anforderungen nicht mehr gewachsen war, musste auf die Hallen des Gymnasiums Petrinum Recklinghausen sowie der Paulusschule ausgewichen werden. Da die Raumkapazität durch diese Maßnahmen noch immer nicht ausreichte, wurde zuletzt Samstagsunterricht sowie ein Stundenplan von 7:15 Uhr bis 21:30 Uhr eingeführt, um die Schülerzahl möglichst weit zu verteilen.

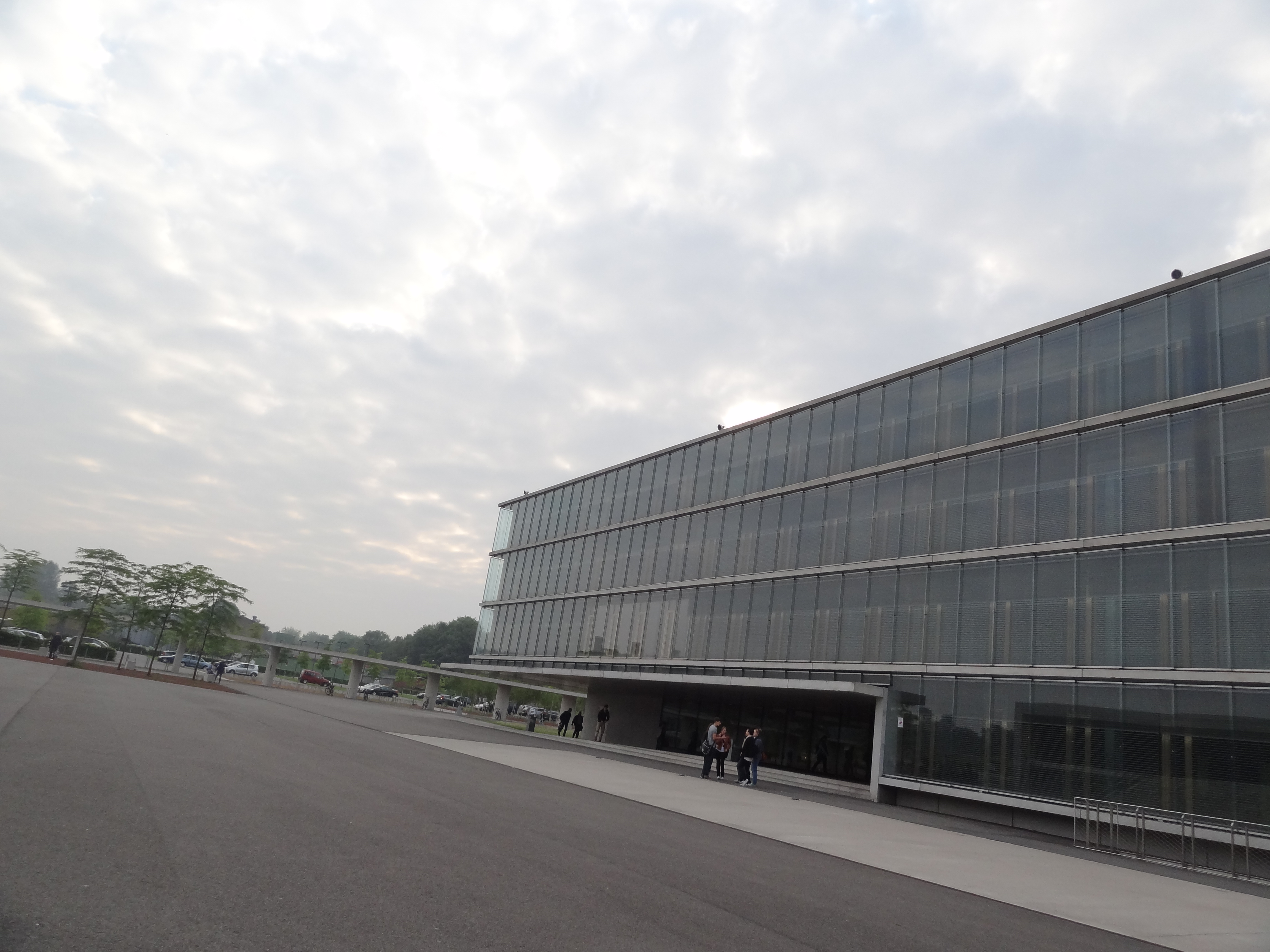
Blick auf den Haupteingang des Max-Born-Berufkollegs (Neubau)

### Neubau
Am 4. März 2005 fand die Grundsteinlegung für den neuen Campus Vest auf dem Gelände der früheren Zeche Blumenthal 3/4 statt. Das Campusgelände liegt in der Nähe des Hauptbahnhofs, was insofern günstig ist, da das Kolleg ein relativ großes Einzugsgebiet hat und somit gut zu erreichen ist.
Neben dem Max-Born-Berufskolleg wurde bis 2008 der Neubau des Herwig-Blankertz-Berufskollegs sowie eine Sporthalle errichtet. Die Sporthalle verfügt über fünf abtrennbare Felder, eine Kletterwand, einen Ballettsaal und hat eine Kapazität von 800 (erweiterbar auf 1200) Zuschauerplätzen. Die Gebäude liegen u-förmig um den Schulhof; zur offenen Seite hin befindet sich ein Parkplatz für Schüler und Lehrer, in dessen Mitte ein kleines Blockkraftwerk liegt, das mit Grubengas betrieben wird.

## Bekannte ehemalige Schüler
- Thomas Godoj (* 1978), Sänger
- Shalyn Casar (* 1988), Schauspielerin